# Athanasios Kanellopoulos
Athanasios Kanellopoulos (griechisch Αθανάσιος Κανελλόπουλος, * 1923 in Andritsena, Griechenland; † Dezember 1994) war ein griechischer Politiker der Nea Dimokratia (ND).

## Biografie
Nach dem Schulbesuch studierte er Rechtswissenschaft, Politikwissenschaft und Volkswirtschaftslehre und beendete das Studium mit einer Promotion im Fach Politik- und Wirtschaftswissenschaft.
Seine berufliche Laufbahn begann er 1948 als Berater des Koordinationsministers, ehe er 1950 Leiter der Finanzredaktion der Zeitschrift Οικονομικός Ταχυδρόμος wurde und daneben auch finanz- und wirtschaftswissenschaftliche Aufsätze in anderen Fachzeitschriften veröffentlichte. 1963 nahm er den Ruf als Professor für Wirtschaftswissenschaften an der Universität Piräus an und unterrichtete an dieser bis zum Beginn der griechischen Militärdiktatur am 21. April 1967.
Daneben begann er auch seine politische Laufbahn und wurde 1963 erstmals zum Abgeordneten des Parlaments gewählt und gehörte diesem nach seiner Wiederwahl 1964 als Vertreter des Wahlkreises Elis ebenfalls bis zum Beginn der Militärdiktatur an. Zugleich war er von Februar 1964 bis Juni 1965 Staatssekretär für Koordination in der Regierung von Premierminister Georgios Papandreou.
Im Anschluss war er zunächst wieder als Finanzredakteur tätig, ehe er zwischen 1969 und 1970 als Finanzexperte bei den Vereinten Nationen in New York City tätig war. Die UNO entsandte ihn anschließend als Direktor eines Expertenteams für die Organisation der Wirtschaftspolitik und eines Fünf-Jahres-Programms nach Libyen.
Nach seiner Rückkehr nach Griechenland nach dem Ende der Militärdiktatur übernahm er 1974 wieder seine Professur an der Graduiertenschule für Industrie an der Universität Piräus. Darüber hinaus wurde er 1976 Gastprofessor für Soziologie und Wirtschaftswissenschaften an der London School of Economics and Political Science (LSE).
1974 nahm er auch wieder seine politische Laufbahn auf und wurde als Kandidat der Nea Dimokratia wieder ins Parlament gewählt, dem er nach seinen Wiederwahlen 1977, 1981, 1985, Juni 1989 und Oktober 1993 bis zu seinem Tode angehörte.
Nach der Bildung der Regierung der Nationalen Einheit wurde er im Juli 1974 von Premierminister Konstantinos Karamanlis zum Handelsminister ernannt. Nach einer Regierungsumbildung war er von Mai 1978 bis Mai 1980 in dessen Kabinett Finanzminister. In der Regierung von Georgios Rallis, dem Nachfolger von Karamanlis als Premierminister, war er zwischen Mai 1980 und Juni 1981 Landwirtschaftsminister.
Nach dem erneuten Wahlsieg der ND gegen die Panellinio Sosialistiko Kinima (PASOK) bei den Parlamentswahlen im Juni 1989 wurde er vom neuen Premierminister Tzannis Tzannetakis im Juli 1989 zum Minister beim Premierminister ernannt und bekleidete diese Funktion bis zum Ende der Amtszeit von Tzannetakis im Oktober 1989.
Im April 1990 wurde er Vize-Premierminister im Kabinett von Premierminister Konstantinos Mitsotakis. Zugleich übernahm er auch das Amt des Justizministers, das er bis zu seiner Ablösung durch Michalis Papakonstantinou am 8. August 1991 bekleidete. Das Amt des Vize-Premierministers hatte er noch bis zum 21. Februar 1992 inne.
Bei den Parlamentswahlen am 10. Oktober 1993 fiel auf ihn der zweithöchste Stimmenanteil eines ND-Kandidaten.
| Personendaten    | Personendaten                         |
| ---------------- | ------------------------------------- |
| NAME             | Kanellopoulos, Athanasios             |
| ALTERNATIVNAMEN  | Κανελλόπουλος, Αθανάσιος (griechisch) |
| KURZBESCHREIBUNG | griechischer Politiker                |
| GEBURTSDATUM     | 1923                                  |
| GEBURTSORT       | Andritsena, Griechenland              |
| STERBEDATUM      | Dezember 1994                         |